# Phước Hưng, Long Đất
Phước Hưng là một xã thuộc huyện Long Đất, tỉnh Bà Rịa – Vũng Tàu, Việt Nam.

## Địa lý
Xã Phước Hưng nằm ở phía nam huyện Long Đất, có vị trí địa lý:
- Phía đông giáp thị trấn Phước Hải và xã Tam An
- Phía tây giáp xã Phước Tỉnh và thành phố Vũng Tàu
- Phía nam giáp thị trấn Long Hải và Biển Đông
- Phía bắc giáp xã Tam An.

Xã Phước Hưng có diện tích 8,54 km², dân số năm 1999 là 14.857 người, mật độ dân số đạt 1.740 người/km².

## Hành chính
Xã được chia thành 6 ấp: Lò Vôi, Hải Lâm, Hải Sơn, Phước Lâm, Phước Lộc, Phước Thọ.

## Lịch sử
Ngày 23 tháng 7 năm 1999, Chính phủ ban hành Nghị định số 57/1999/NĐ-CP về việc thành lập xã Phước Hưng thuộc huyện Long Đất trên cơ sở 854,26 ha diện tích tự nhiên và 9.700 người của xã Phước Tỉnh.
Ngày 9 tháng 12 năm 2003, Chính phủ ban hành Nghị định số 152/2003/NĐ-CP về việc chia huyện Long Đất thành huyện Long Điền và huyện Đất Đỏ. Khi đó, xã Phước Hưng thuộc huyện Long Điền.
Ngày 24 tháng 10 năm 2024, Ủy ban Thường vụ Quốc hội ban hành Nghị quyết số 1256/NQ-UBTVQH15 về việc sắp xếp đơn vị hành chính cấp huyện, cấp xã của tỉnh Bà Rịa – Vũng Tàu giai đoạn 2023 – 2025 (nghị quyết có hiệu lực từ ngày 1 tháng 1 năm 2025). Theo đó, thành lập huyện Long Đất trên cơ sở huyện Long Điền và huyện Đất Đỏ. Khi đó, xã Phước Hưng thuộc huyện Long Đất.